# Замок Вакаяма
Замок Вакаяма (яп. 和歌山城 Wakayama-jō) — японский замок, расположенный в городе Вакаяма, префектура Вакаяма, Япония. В течение большей части периода Эдо он был административным центром домена Кисю, который контролировался кадетской ветвью рода Токугава. Благодаря своим размерам и статусу замок Вакаяма был признан одним из важнейших замков сёгуната Эдо. В 1931 году замок был признан национальной достопримечательностью Японии, а его сад Ниси-но-Мару в 1987 году признан национальным памятником природы.

## Галерея

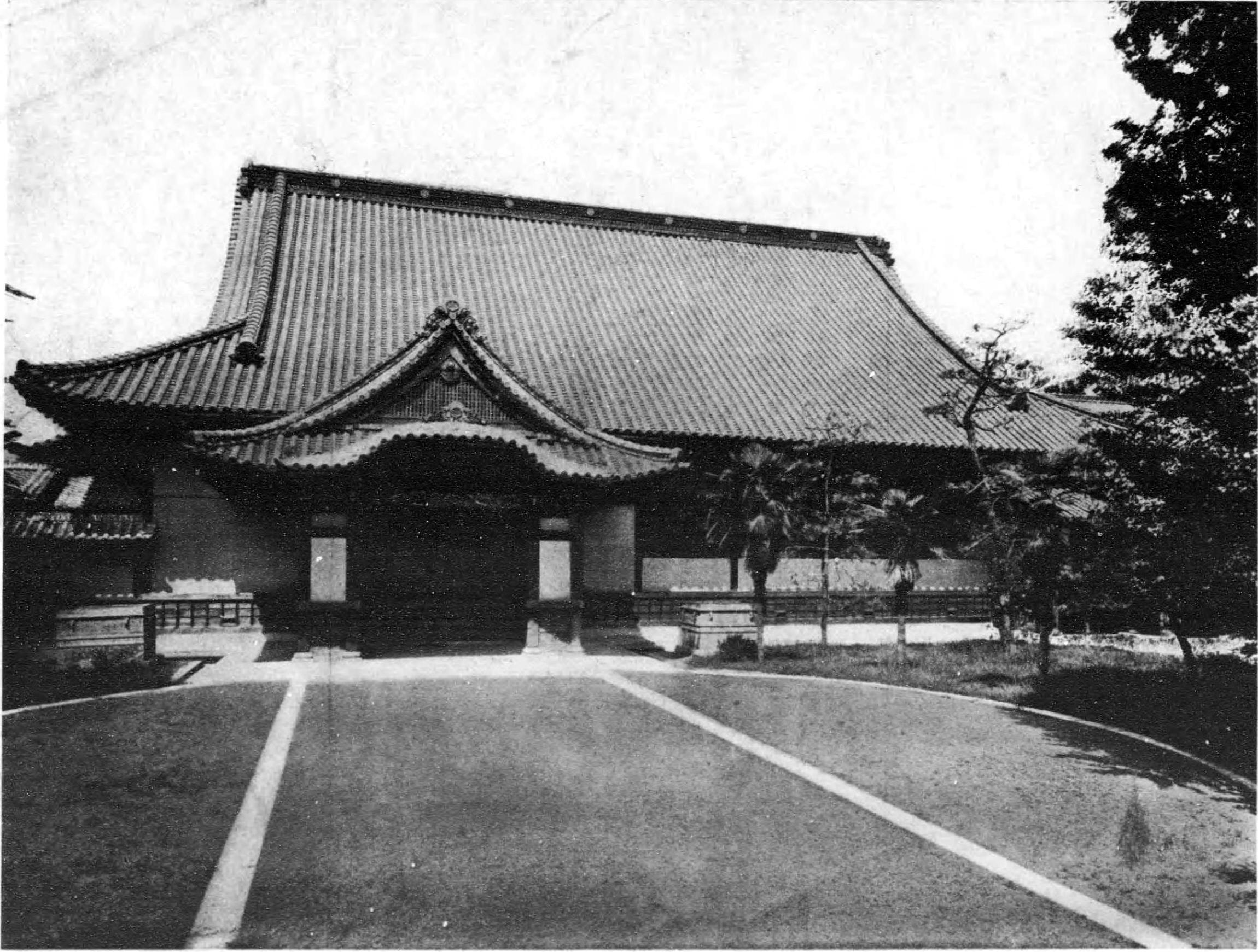
Дворец Кишу, позже известный как Тенринкаку, ранее принадлежал Ниномару замка Вакаяма (фотография Taishō 3, 1914 год)
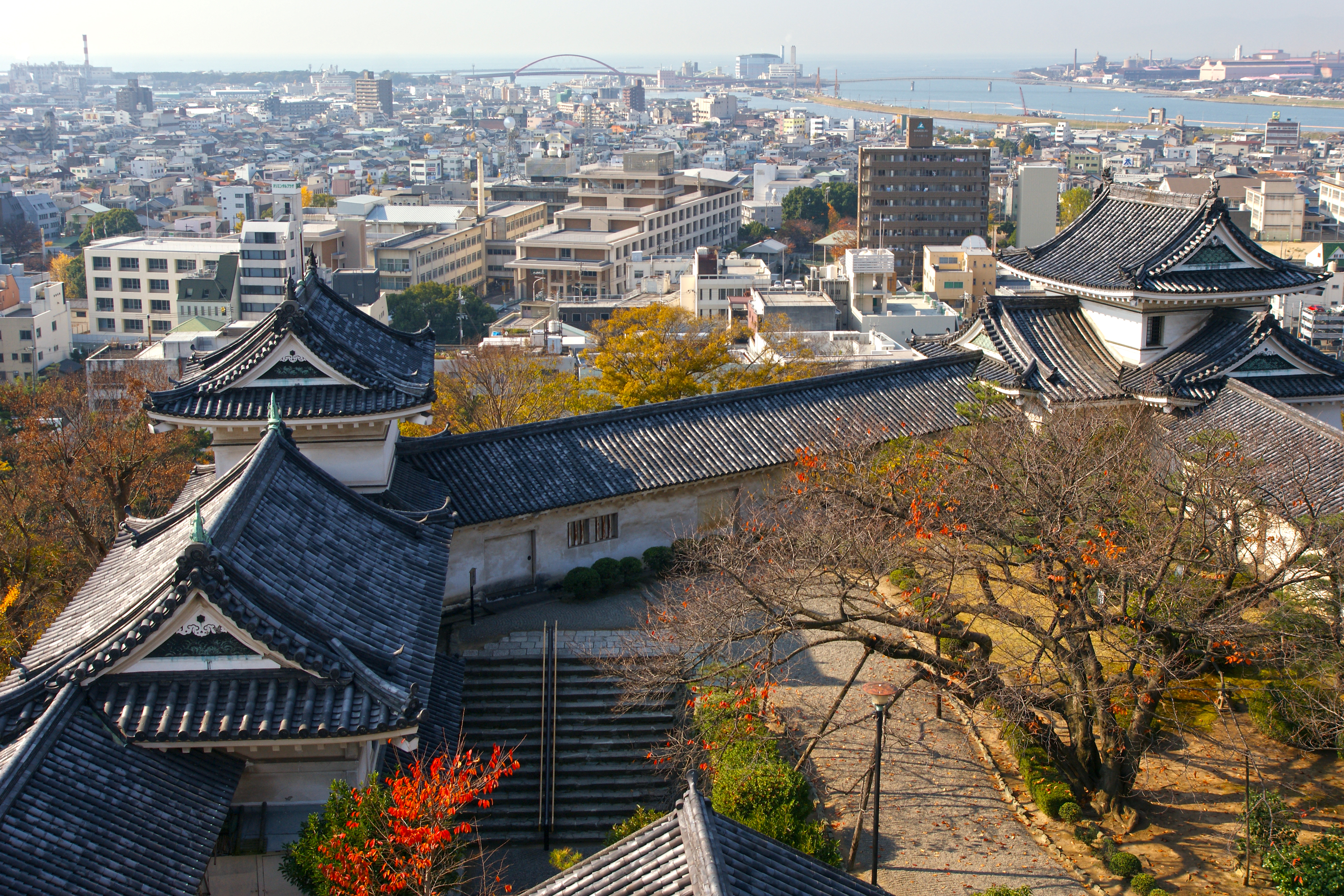
Вид с берега
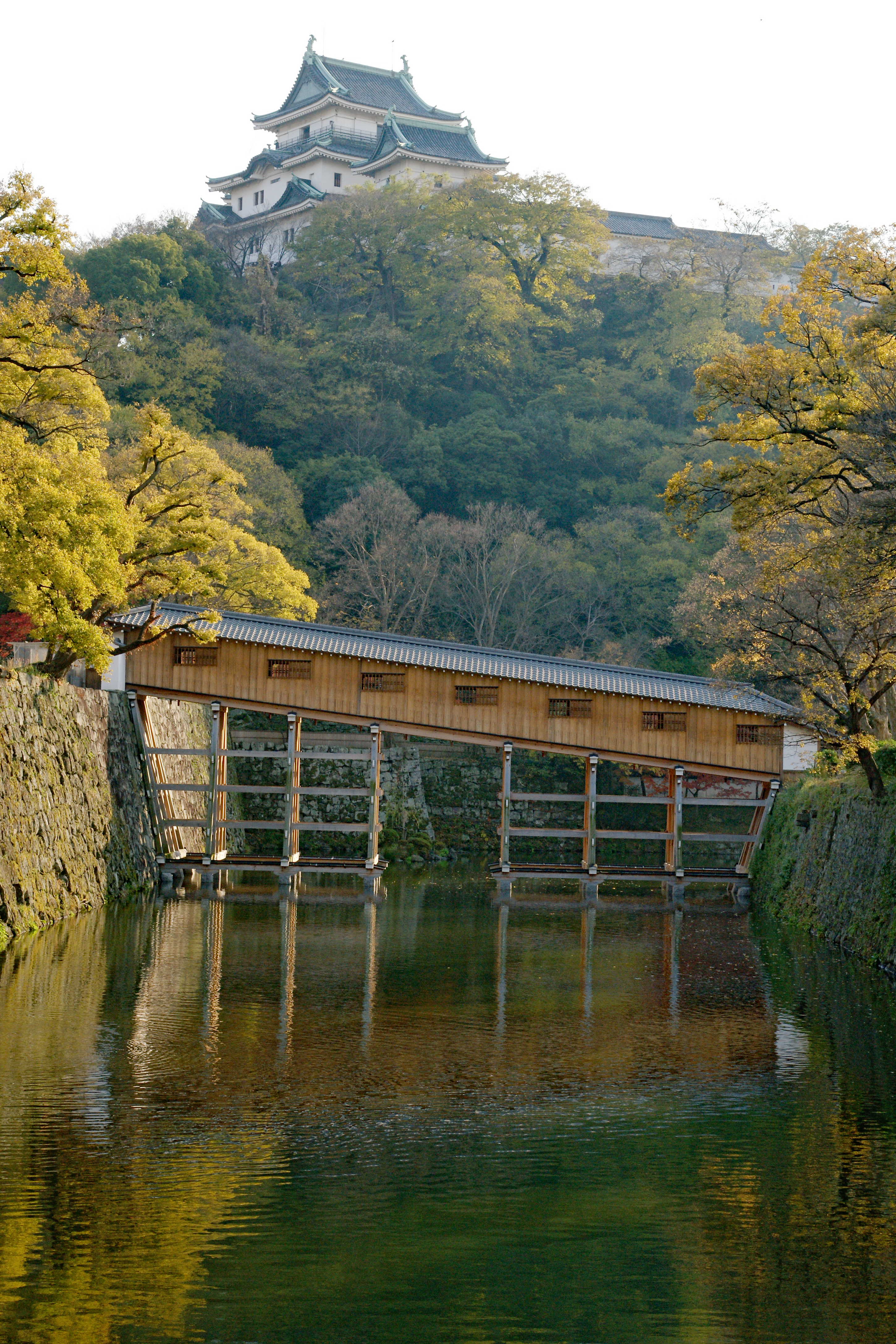
Мост O-hashi-rōka и тенша
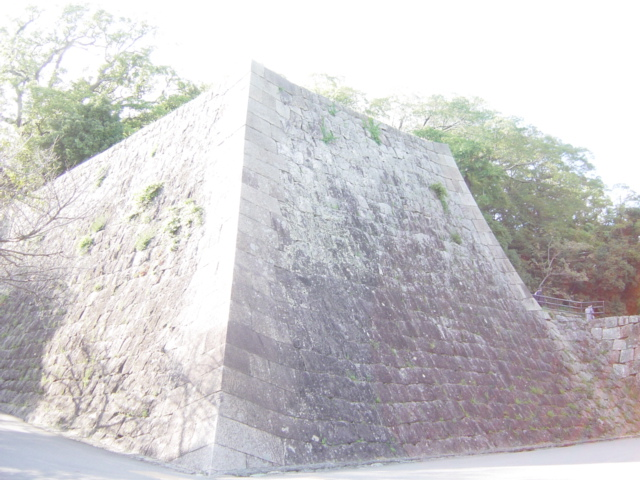
Фундаменты Ягуры Мацуномара
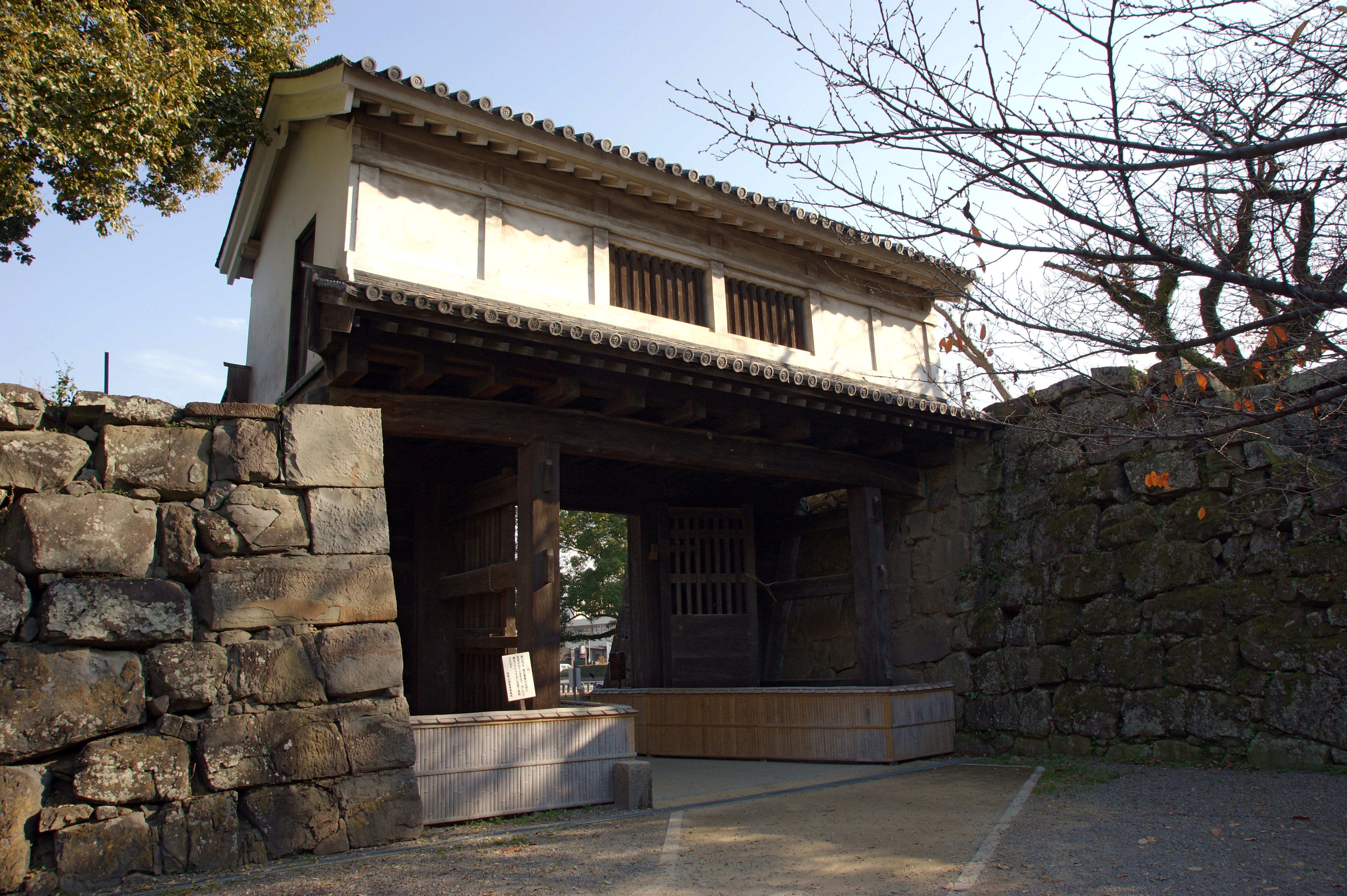
Ворота Окагути (ICP)
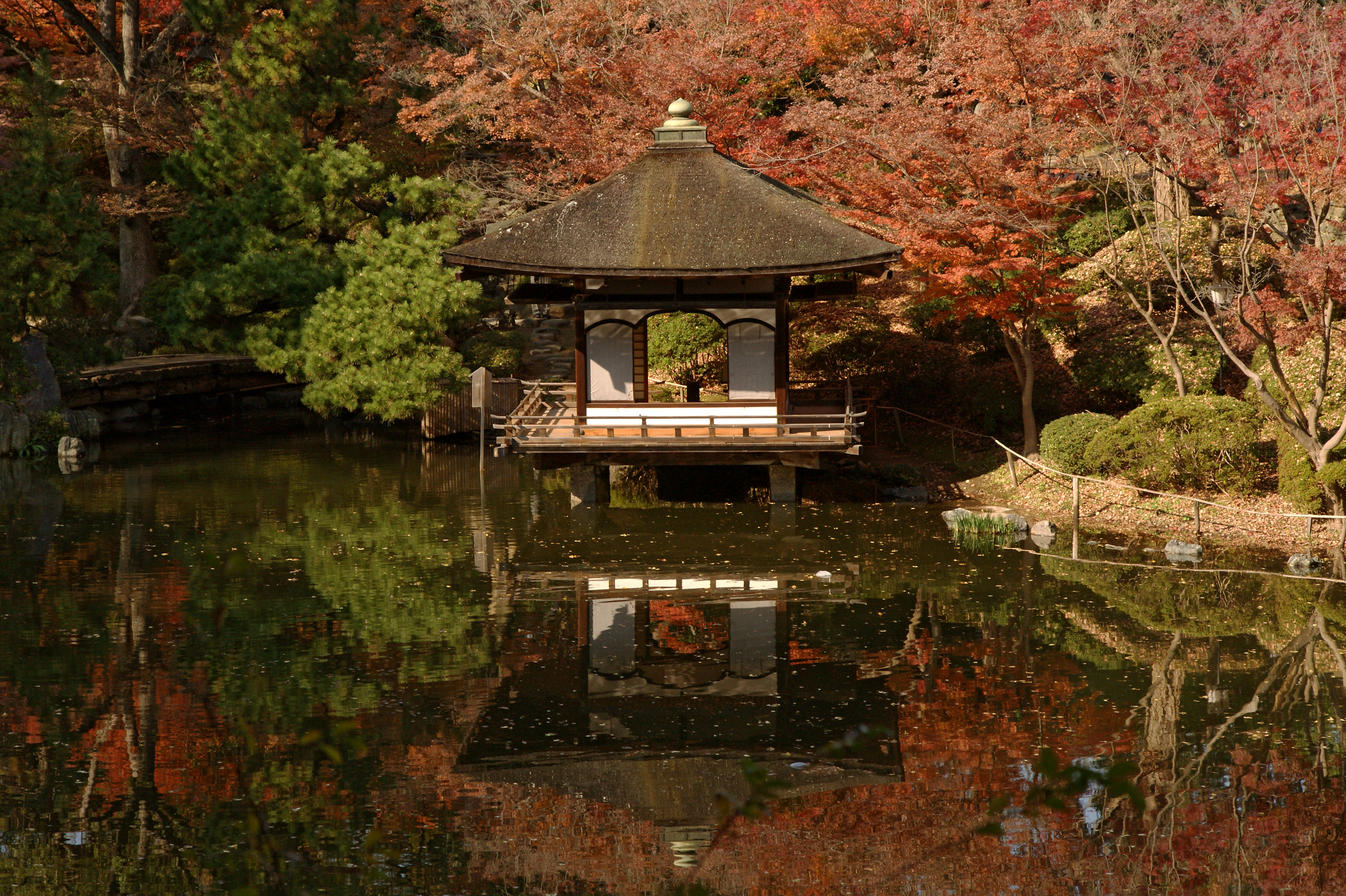
Сады Ниши-но-Мару